# La Villa (Texas)
Pour les articles homonymes, voir La Villa (homonymie).
La Villa est une ville des États-Unis située dans le comté de Hidalgo au Texas. En 2010, sa population était de 1 957 habitants. 